# Fallacia della brutta china
La fallacia della brutta china, detta anche fallacia del piano inclinato, della china pericolosa, o del pendio scivoloso, è un ragionamento con cui, partendo da una tesi, si trae una sequenza di conseguenze presentate come inevitabili ma, in realtà, del tutto arbitrarie. In questo modo si giunge a una conclusione finale inaccettabile con la quale si intende rigettare la tesi di partenza.

## Esempi
I seguenti sono esempi di conclusioni basati su questa fallacia argomentativa:
1. Se accetti la tua sottomissione nei confronti di un tuo superiore arriverai ad accettare la tua sottomissione a tutti, e, se accetti sottomissioni nei confronti di tutti, la tua vita sarà interamente sottomessa. Dunque non devi accettare sottomissioni.
2. La legalizzazione delle unioni omosessuali e la loro equiparazione legale al matrimonio non vanno promosse in quanto destinate inevitabilmente a condurre a una progressiva accettazione di atteggiamenti incestuosi, zoofili e infine pedofili. Pertanto, le unioni omosessuali non vanno legalizzate.[2]
3. La legalizzazione della prostituzione è indesiderabile in quanto porterebbe a un aumento delle separazioni, con la conseguente dissoluzione della famiglia che condurrebbe necessariamente alla distruzione della civiltà.[1]

## Fallacia logica
Il ragionamento sembra corretto perché segue questo schema logico:
A {\displaystyle \rightarrow } B
B {\displaystyle \rightarrow } C
C {\displaystyle \rightarrow } D
¬ D
{\displaystyle \vdash } ¬ A (per modus tollens)
Ma in realtà ogni parte di questo ragionamento non è garantita da nulla: ogni implicazione è posta in modo assolutamente arbitrario e non è dunque accettabile. Oltre a ciò si tende a pensare che l'azione A non debba verificarsi per far sì che non avvenga D, ma senza discutere la bontà dell'ipotesi A. 

## Ricorrenza
L'apparente logicità del ragionamento ricorre in vari ambiti, in particolare in quello della politica, nei quali si presta a essere uno strumento retorico e argomentativo in un'ottica conservatrice, utilizzato ogni qualvolta si voglia controbattere un'innovazione o un provvedimento che non si desidera: in tal caso, è sufficiente far discendere una serie di conseguenze che arrivano a un effetto finale negativo e disdicevole per poter affermare l'inaccettabilità dell'innovazione indesiderata.
Una tale forma di ragionamento è ad esempio talvolta utilizzata nelle discussioni che riguardano questioni bioetiche. Si fa intendere che l'accettazione di determinate scelte in materia bioetica implichino l'accettazione di scelte che in origine non si sarebbero approvate, con la conseguente necessità di rigettare la scelta proposta. Tuttavia, alcuni autori fanno notare che un argomento con lo stesso tipo di struttura potrebbe essere utilizzato anche sotto una luce positiva, incoraggiando qualcuno a effettuare il primo passo poiché potrebbe portare a una conclusione desiderabile.
Un esempio di quest'ultimo caso potrebbe essere il seguente:
Se ti alzi presto domattina, avrai più tempo per studiare. Se hai più tempo per studiare, accumulerai più conoscenze che renderanno il tuo futuro lavoro più remunerativo. Dunque, se ti alzerai presto domattina diventerai ricco in futuro.

## Uso non fallace
I testi di logica e pensiero critico tipicamente trattano gli argomenti del pendio scivoloso come una forma di fallacia. David Kelley invece sostiene che "gli argomenti del pendio scivoloso possono essere buoni argomenti se il pendio è reale - ovvero, se c'è una buona evidenza che le conseguenze dell'azione iniziale molto probabilmente si realizzeranno. La forza dell'argomento dipende da due fattori. Il primo è la forza di ogni anello nella catena causale; l'argomento non può essere più forte del suo anello più debole. Il secondo è il numero di anelli; più anelli ci sono, più è probabile che altri fattori potrebbero alterare le conseguenze". 